# Mycena crocata
Mycena crocata es una especie de hongo de la familia Mycenaceae.

## Características
La forma del sombrero (Píleo (micología)) es cónico, evolucionando con la madures a forma de campana, puede alcanzar los 2 centímetros de diámetro, su color en blanquecino y por debajo se encuentra la parte fértil, de color anaranjado, donde produce las esporas.
El tallo tiene hasta 8 centímetros de longitud, es hueco, de color crema grisáceo  y si se corta da un látex color azafrán (crocata viene del griego y significa color azafran).
Aparece en el otoño cuando caen las primeras lluvias entre las ramas y hojas caídas de los robledales y la